# 青山誠
青山誠（Aoyama Makoto，1991年11月1日—）是一名出生於日本兵庫縣神戶市的棒球選手，司職外野手，曾效力於日本職棒讀賣巨人。父母來自台灣台中，後移民日本，因此他從小在日本生活。

## 個人情報

### 背號
- 008 （2014年 - 2017年7月途中）
- 99 （2017年7月途中 - 2018年）

## 外部連結
- 青山誠在日本職棒（英语）